# Campionati europei cadetti di scherma 2014
I Campionati europei cadetti di scherma del 2014 ("2014 European Cadets Fencing Championships") sono stati organizzati dalla Confederazione europea di scherma e si sono svolti a Gerusalemme in Israele, dal 23 al 27 febbraio 2014.
Nel fioretto, si sono aggiudicati i titoli dei campionati europei il francese Enguerard Roger, che ha battuto in finale il polacco Maciej Podralski, e la polacca Anna Szymczak che ha avuto la meglio sulla russa Marta Martyanova.
Nella spada il tedesco Rico Braun ha battuto in finale il magiaro Gergely Siklosi, ottenendo il titolo europeo cadetti maschile, mentre tra le donne la bielorussa Lizaveta Khlystunova ha superato l'italiana Alessandra Bozza.
Nella sciabola l'italiano Federico Riccardi prevale sul greco Marios Giakoumatos, mentre la magiara Petra Zahonyi ha battuto la russa Alexandra Klimova.
Nei campionati europei cadetti a squadre maschili, la nazionale italiana ha prevalso nella finale del fioretto contro la Francia, mentre la nazionale polacca ha vinto nella spada contro la formazione italiana, ed infine la nazionale italiana ha avuto la meglio sulla compagine russa nella sciabola.
Nei campionati europei cadetti a squadre femminili, la nazionale polacca ha prevalso nella finale del fioretto contro l'Ungheria, la Russia ha vinto nella spada contro la compagine italiana, ed infine la formazione russa ha avuto la meglio sulla nazionale francese nella sciabola.

## Podi

### Uomini
| Specialità  | Oro                                                                          | Argento                                                                  | Bronzo                                                                             |
| Individuali |                                                                              |                                                                          |                                                                                    |
| Fioretto    | Enguerard Roger                                                              | Maciej Podralski                                                         | Andrzej Rzadkowski Maxime Tarasiewicz                                              |
| Spada       | Rico Braun                                                                   | Gergely Siklosi                                                          | Aml Sinclair Federico Vismara                                                      |
| Sciabola    | Federico Riccardi                                                            | Marios Giakoumatos                                                       | Konstantin Lokhanov Hugo Soler                                                     |
| A squadre   |                                                                              |                                                                          |                                                                                    |
| Fioretto    | Italia Guillaume Bianchi Sebastiano Bicego Riccardo Di Tommaso Andrea Funaro | Francia Thibaud Mila Enguerand Roger Tom Voltz Quentin Thivel            | Polonia Andrzej Rzadkowski Ludwik De Bazelaire Maciej Podralski Maxime Tarasiewicz |
| Spada       | Polonia Maciej Bielec Daniel Marcol Piotr Kapala Wojciech Lubieniecki        | Italia Davide Timo Cosimo Martini Federico Vismara Lorenzo Salemi        | Ungheria Gergely Siklosi Gergely Toth Patrik Esztergalyos Balint Bakos             |
| Sciabola    | Italia Leonardo Dreossi Gherardo Caranti Dario Cavaliere Federico Riccardi   | Russia Ivan Ilyin Vasiliy Shirshov Konstantin Lokhanov Anatoliy Kostenko | Francia Hugo Soler Jean-Philippe Patrice Quentin Vervoitte Baptiste Dubarry        |

### Donne
| Specialità  | Oro                                                                         | Argento                                                                          | Bronzo                                                                     |
| Individuali |                                                                             |                                                                                  |                                                                            |
| Fioretto    | Anna Szymczak                                                               | Marta Martyanova                                                                 | Meredith Guillaume Aikaterini-Maria Kontochristopoulou                     |
| Spada       | Lizaveta Khlystunova                                                        | Alessandra Bozza                                                                 | Fanny Depanian Federica Isola                                              |
| Sciabola    | Petra Zahonyi                                                               | Alexandra Klimova                                                                | Theodora Goudoura Sofia Pozdniakova                                        |
| A squadre   |                                                                             |                                                                                  |                                                                            |
| Fioretto    | Polonia Anna Szymczak Julia Chrzanowska Julia Walczyk Beata Zurowska        | Ungheria Eszter Kalman Kata Kondricz Flora Pasztor Janka Toth                    | Italia Eleonora Dini Elisabetta Bianchin Claudia Borella Elena Tangherlini |
| Spada       | Russia Daria Filina Kristina Yasinskaya Alla Kashaeva Irina Okhotnikova     | Italia Eleonora De Marchi Federica Isola Alessandra Bozza Beatrice Cagnin        | Francia Elsa Guillon Oceane Tahe Sarah Jallot Fanny Depanian               |
| Sciabola    | Russia Sofia Pozdniakova Svetlana Sheveleva Alina Moseyko Alexandra Klimova | Francia Malina Vongsavady Sarah-Camille Noutcha Caroline Queroli Margaux Gimalac | Ungheria Mirabella Kelecsenyi Petra Zahonyi Borbala Papp Bianka Kern       |